# Rockland Sachsen-Anhalt
Rockland Sachsen-Anhalt est une radio privée régionale de Saxe-Anhalt.

## Programme
Rockland Sachsen-Anhalt propose principalement de la musique rock.
Depuis octobre 2015, le programme vise principalement à un public adulte (25-59 ans) avec de l'arena rock. Il comprend parfois des groupes régionaux.
De mai 2004 à mai 2005, le programme est décliné pour former Rockland Thüringen en Thuringe en DAB.

### Source de la traduction
- (de) Cet article est partiellement ou en totalité issu de l’article de Wikipédia en allemand intitulé « Rockland Sachsen-Anhalt » (voir la liste des auteurs).